# Catedral de Santa Inés (Rockville Centre)
La catedral de Santa Inés (en inglés: St. Agnes Cathedral) es una catedral católica en Rockville Centre, Nueva York, en Long Island, Estados Unidos. Es la sede de la diócesis de Rockville Centre. El Reverendísimo William Murphy es el obispo ordinario de la diócesis y párroco de la parroquia Catedral. La Escuela de la Catedral de Santa Inés está en el lugar, junto con la catedral.
La Parroquia de Santa Inés fue fundada en 1887, cuando la primera misa fue celebrada en el taller de herrería de Walter Johnson con un yunque como altar. En 1890, la herrería ya no podía dar cabida a los feligreses por lo que un pequeño grupo alquiló el Salón del Gildersleeve en el edificio local de Instituto. En 1905, una iglesia de piedra de mármol blanca fue construida, para servir a la población católica de Rockville Centre. Debido al creciente número de feligreses, la pequeña iglesia de mármol creció y se hizo insuficiente para las necesidades de la parroquia, por lo que la demolición se inició en 1933, bajo la dirección de Mons. Peter Quealy.
En 1935 se terminó el edificio actual y en 1957, el papa Pío XII anunció la formación de la Diócesis de Rockville Centre y nombró a Mons Walter P. Kellenberg ser su obispo. En 1981 significó un cambio importante para el edificio y mientras que la catedral estaba siendo renovada, la misa diaria se celebró en la Iglesia Episcopal de la Ascensión situada al otro lado de la calle. En 1986, la Madre Teresa visitó la Catedral y habló en un servicio religioso.